# Gigolò per caso (serie televisiva)
Gigolò per caso è una serie televisiva italiana del 2023, diretta da Eros Puglielli.
È il remake della serie televisiva francese Alphonse.

## Trama
Alfonso e sua moglie Margherita sono in crisi e decidono di lasciarsi nonostante abbiano frequentato una psicoterapeuta che si rivelerà essere proprio l’amante della donna. Alfonso scopre poi che suo padre Giacomo, finito in ospedale a causa di un infarto, lavora come gigolò e, essendosi indebitato parecchio con un orologiaio di nome Gravieri, accetta la sua offerta di prendere le sue orme. Alfonso inizia così a frequentare le clienti del padre come Adele, Francesca e Marta oltre alla sua vicina di casa Eva. Adele muore all’improvviso e un notaio comunica a Giacomo che la donna ha lasciato tutto a lui in eredità e non al suo unico nipote Lorenzo che per questo si infuria e minaccia Alfonso di raccontare a Margherita ciò che sta facendo. I soldi di Adele serviranno a ripagare i debiti di Alfonso che avrà modo anche di rivedere dopo tanti anni la madre Laura che lo aveva abbandonato. Infine Alfonso tornerà con Margherita la quale si è allontanata da Costanza perché si è accorta di essere ancora innamorata di lui e non si è fatta problemi sull’attività da gigolò che stava svolgendo per ripagarsi i debiti.

## Episodi
| n° | Titolo     | Pubblicazione in Italia |
| -- | ---------- | ----------------------- |
| 1  | Margherita | 21 dicembre 2023        |
| 2  | Francesca  | 21 dicembre 2023        |
| 3  | Adele      | 21 dicembre 2023        |
| 4  | Marta      | 21 dicembre 2023        |
| 5  | Eva        | 21 dicembre 2023        |
| 6  | Laura      | 21 dicembre 2023        |

## Personaggi e interpreti

### Principali
- Giacomo Bremer, interpretato da Christian De Sica. 
È un gigolò nonché il padre di Alfonso.
- Alfonso Bremer, interpretato da Pietro Sermonti. 
 È il figlio di Giacomo.
- Margherita, interpretata da Ambra Angiolini. 
È la moglie di Alfonso.
- Costanza, interpretata da Asia Argento. 
È la psicoterapeuta di Alfonso e Margherita nonché amante di quest’ultima.
- Don Luigi, interpretato da Frank Matano. 
È un sacerdote amico di Giacomo e Alfonso.
- Gravieri, interpretato da Greg. 
È l’orologiaio con il quale è in debito Alfonso.
- Lorenzo, interpretato da Antonio Bannò.
È il nipote di Adele Andress.
- Paolino, interpretato da Francesco Bruni. 
È un amico di Lorenzo.
- Eva Bitonti, interpretata da Giorgia Arena. 
È la vicina di casa di Giacomo e Alfonso.
- Palmiro, interpretato da Marco Messeri. 
È un anziano signore che frequenta la chiesa di Don Luigi.
- Marisa, interpretata da Sandra Milo. 
È La compagna di Palmiro.
- Laura, interpretata da Stefania Sandrelli. 
È la ex moglie di Giacomo.

### Secondari
- Adele Andress, interpretata da Gloria Guida. 
È una vecchia celebrità che frequenta prima Giacomo e poi Alfonso.
- Francesca Villa, interpretata da Isabella Ferrari. 
È una cliente che Giacomo passa al figlio.
- Marta, interpretata da Virginia Raffaele. 
È un’altra delle clienti di Giacomo.
- Passante, interpretato da Lillo.

## Distribuzione
La prima stagione, composta da sei episodi, venne distribuita in modalità on demand dalla piattaforma televisiva Prime Video il 21 dicembre 2023.
La serie nel luglio del 2024 viene confermata per una seconda stagione  le cui riprese prendono il via a inizio 2025.

## Accoglienza

### Critica
(Aldo Grasso, Corriere della Sera, 26 dicembre 2023)

## Riconoscimenti
- Nastri d'argento - Grandi Serie
  - 2024 – Candidatura alla miglior serie TV - Commedia[6]